# ایستگاه راه‌آهن لیتون میدلند رود
ایستگاه راه‌آهن لیتون میدلند رود (انگلیسی: Leyton Midland Road railway station) یکی از ایستگاه‌های خط گاسپل اوک تا بارکینگ متروی زمینی لندن است.
این ایستگاه که در سال ۱۸۹۴ تأسیس شده در منطقه والتام فورست لندن قرار دارد. 

## نگارخانه

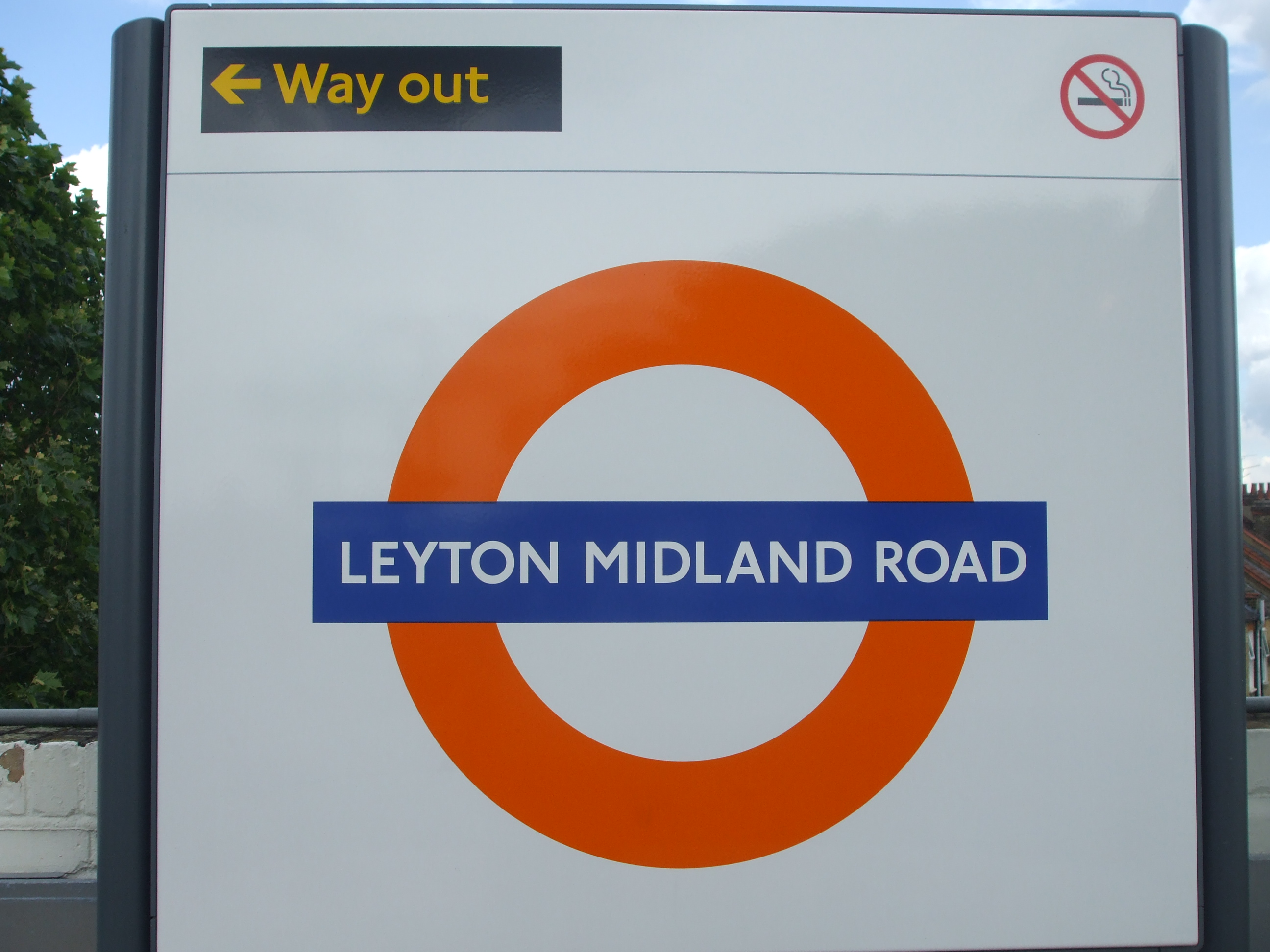
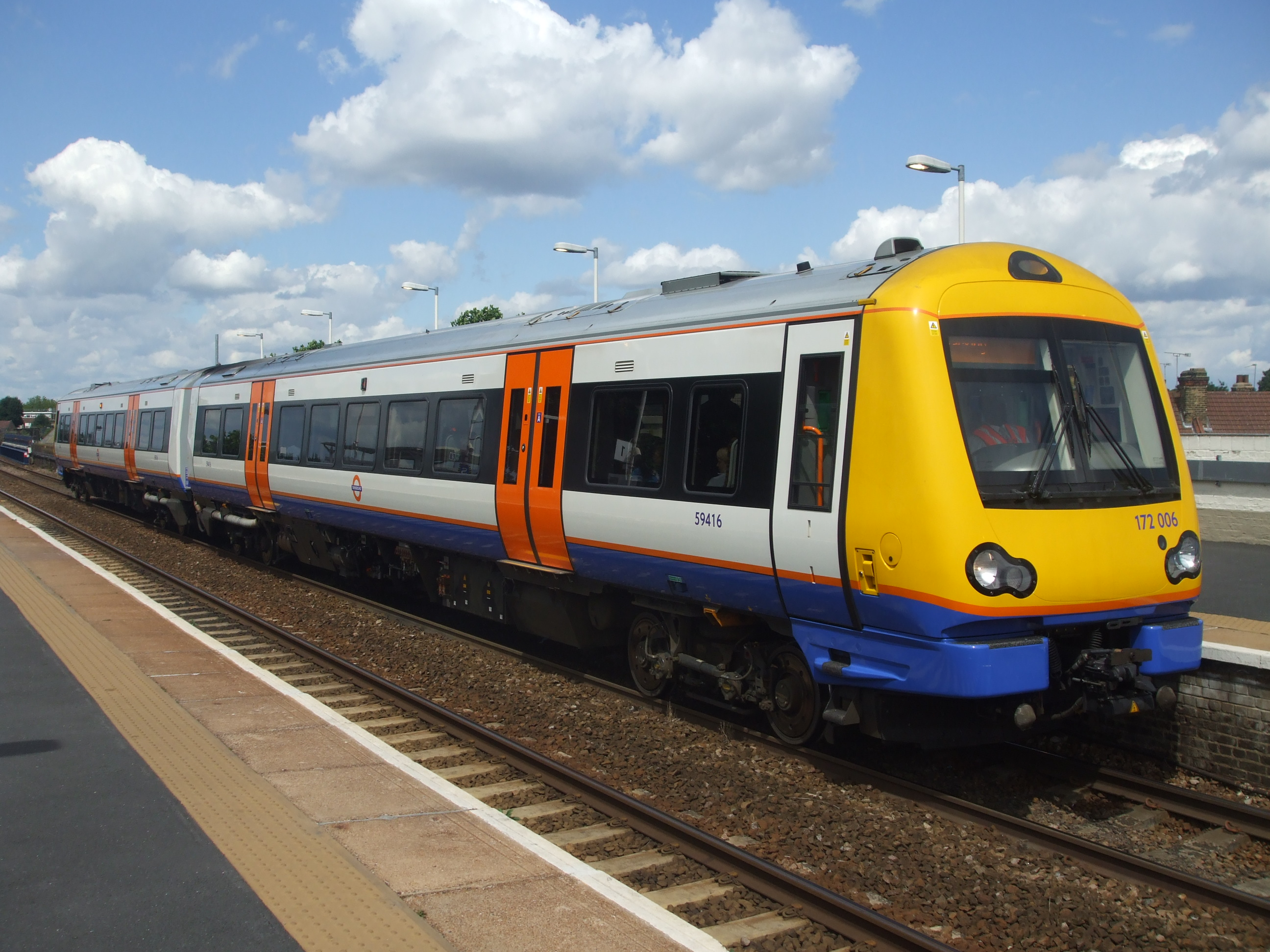
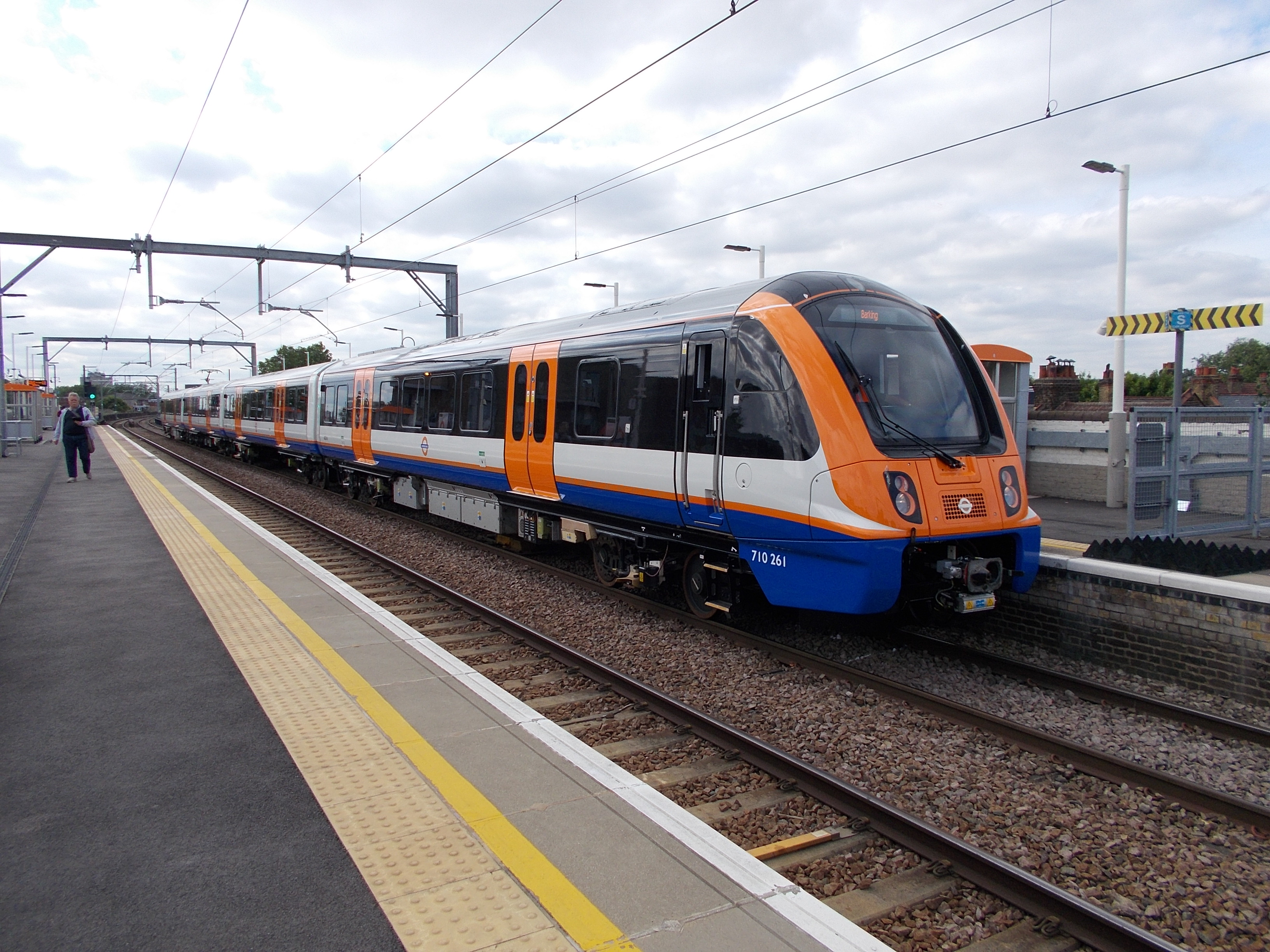
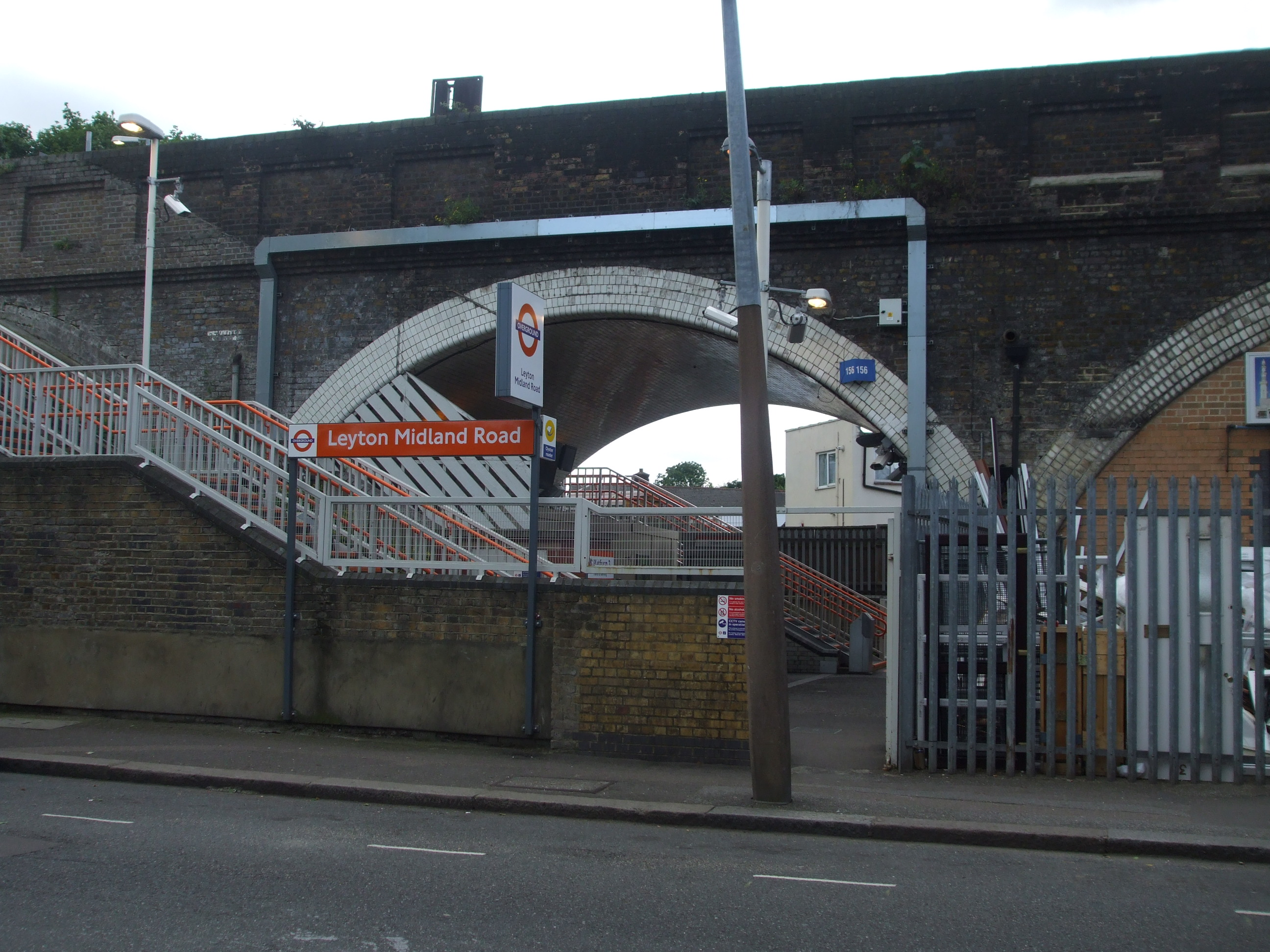